# Aronitiske velsignelse
Den aronitiske velsignelse er en velsignelse i tre led, der lyder: 
Herren velsigne dig og bevare dig! 
Herren lade sit ansigt lyse over dig og være dig nådig!
Herren løfte sit ansigt mod dig og give dig fred
I Danmark har denne velsignelse været brugt siden reformationen. Præsten "lyser" den som regel hen mod slutningen af gudstjenesten.
Teksten til den aronitiske velsignelse findes i Bibelens Fjerde Mosebog 6,24-26, og den er fundet som inskription sammen med andre tekster på nogle sølvplader i Ketef Hinnom ("Hinnoms skulder").